# Kurznarkose
Kurznarkosen sind kurzzeitige Narkosen, die selten unter Beatmung, aber immer unter Überwachung der Vitalzeichen vorgenommen werden.
Sie dienen der Bewusstseinsausschaltung bei kleineren operativen Eingriffen oder Untersuchungen und werden durch eine zeitlich gut steuerbare intravenöse Medikamentengabe gesteuert.
Ein Medikament zur Kurznarkose darf nur dann eingesetzt werden, wenn alle personellen und apparativen Voraussetzungen zur Behandlung möglicher Zwischenfälle, insbesondere Ateminsuffizienz und Atemstillstand, gegeben sind.